# Market Place 5

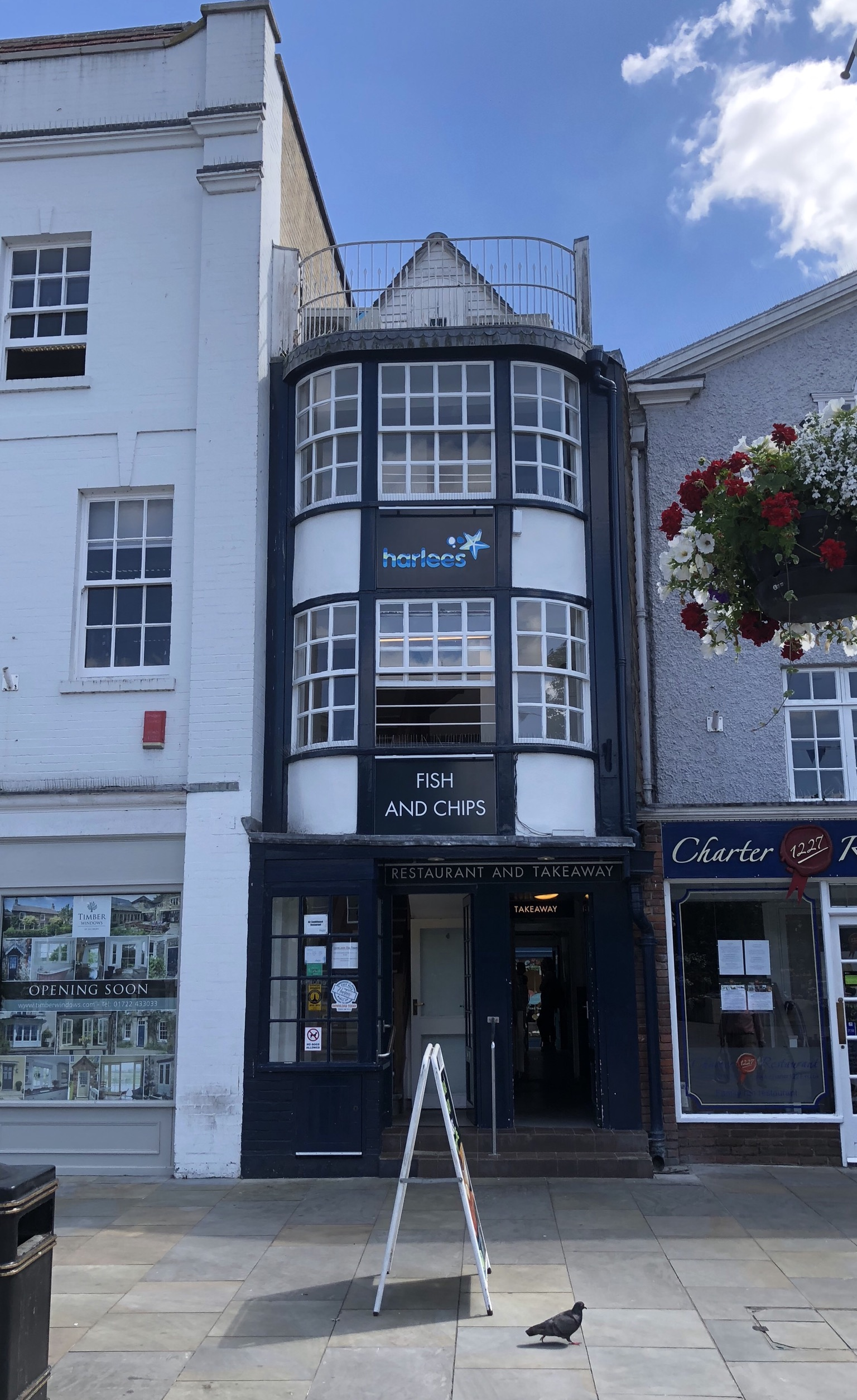
Market Place 5, Blick von Norden im Jahr 2019

Das Gebäude Market Place 5 ist ein denkmalgeschütztes Haus in Salisbury in England.

## Lage
Es befindet sich im Ortszentrum von Salisbury auf der Südseite des Marktplatzes der Stadt. Das langgestreckte Gebäude grenzt mit seiner Südseite an die Straße Butcher Row und hat dort die Hausnummer 10.

## Architektur und Geschichte
Das dreigeschossige Gebäude entstand etwa in der ersten Hälfte des 18. Jahrhunderts. Die Giebelseiten nach Norden und Süden sind sehr schmal. Vor den oberen Stockwerken befindet sich auf beiden Seiten jeweils ein erkerartiger Vorbau. Auf der Nordseite ist dem Erker ein Balkon aufgesetzt. Im frühen 19. Jahrhundert erhielt das Erdgeschoss des Hauses Ladenfronten, die später modernisiert wurden. Derzeit (Stand 2019) ist im Gebäude ein Fish-and-Chips-Imbiss untergebracht, der von beiden Straßenseiten aus betretbar ist.
Es ist seit dem 28. Februar 1952 als Denkmal gelistet und wird als Bauwerk von nationaler Bedeutung und speziellem Interesse in der Kategorie Grad II der englischen Denkmalliste geführt.